# Valerio Lorenzo Rosseti
Valerio Lorenzo Rosseti (* 5. August 1994 in Arezzo) ist ein italienischer Fußballspieler.

## Karriere
Rosseti entstammt der Jugend der AC Siena, in der er bis 2013 aktiv war. Seit 2012 stand er im Profikader, kam jedoch in der Saison 2012/13 noch nicht zum Einsatz. Nach Sienas Abstieg in die Serie B erhielt Rosseti mehr Einsatzzeiten und kam in der Spielzeit 2013/14 auf 27 Partien, in denen er sechs Tore erzielte. Nach der Auflösung Sienas aufgrund zu hoher Schulden, war Rosseti ablösefrei auf dem Markt, sodass er im August von Juventus Turin unter Vertrag genommen wurde. Er wurde für die Saison 2014/15 jedoch sogleich an den Ligakonkurrenten Atalanta Bergamo verliehen, um Spielpraxis zu erhalten. Nach nur einem Spiel für Atalanta wechselte Rosseti zunächst für ein Jahr auf Leihbasis zur AC Cesena, danach für ein Jahr zum FC Lugano. 2017 wechselte Rosseti zum Ascoli Picchio FC 1898.
Von 2011 bis 2013 absolvierte Rosseti für Juniorenauswahlen Italien zwölf Spiele. Aktuell ist er Teil der U-20-Nationalmannschaft Italiens.